# Дик, Франтишек
Франтишек Дик (чеш. František Dyk; 9 мая 1902, Пльзень — 7 июня 1974, Прага) — чешский дирижёр.
В 1929 г. возглавил новосозданный по инициативе Оскара Недбала Симфонический оркестр Братиславского радио. В дальнейшем работал в Чехии, в 1939—1962 гг. дирижёр Оркестра Пражского радио, в 1952—1956 гг. возглавлял отпочковавшийся от него Пражский радиооркестр. Под руководством Дика были осуществлены записи опер «Пиковая дама» Чайковского (1949), «Ванда» Дворжака (1951), «Дебора» Фёрстера (1959, к столетию композитора).